# Kpengnoanfouangou
Kpengnoanfouangou est un village du département et la commune rurale de Botou, situé dans la province de la Tapoa et la région de l’Est au Burkina Faso.

## Géographie

### Démographie
- En 2006, le village comptait 1 618 habitants recensés[1].

## Santé et éducation
Le centre de soins le plus proche de Kpengnoanfouangou est le centre de santé et de promotion sociale (CSPS) de Botou.